# Barreirana
Barreirana ist eine brasilianische Gattung der Landplanarien, die früher als Untergattung von Geoplana angesehen wurde.

## Merkmale
Arten der  Gattung Barreirana haben einen kleinen, schlanken Körper mit einer Länge von bis zu  2 Zentimetern. Die vielen Augen befinden sich entlang des ganzen Körpers und besetzen annähernd den kompletten Rücken. Zum Kopulationsorgan gehört ein permanenter, konisch geformter Penis, der die vollständige männliche Geschlechtshöhle einnimmt. Beide beschriebenen Arten der Gattung haben einen farbig gemusterten Rücken mit Querbändern.

## Etymologie
Der Gattungsname Barreirana leitet sich vom Artepitheton der Typusart ab, Barreirana barreirana (früher als Geoplana barreirana benannt). Dieser Name bezieht sich auf den ursprünglichen Fundort der Typusart im zur Stadt Teresópolis gehörenden Barreira, das sich im brasilianischen Bundesstaat Rio de Janeiro.

## Arten
Innerhalb der Gattung Barreirana wurden zwei Arten beschrieben:
- Barreirana barreirana (Riester, 1938)
- Barreirana zebroides (Riester, 1938)